# Старый Ключ
Ста́рый Ключ — населённый пункт (тип: железнодорожная станция) в Спасском районе Приморского края России. Входит в состав Спасского сельского поселения.

## География
Ближайший населённый пункт — село Воскресенка на запад около 2 км.
Севернее станции Старый Ключ протекает река Кулешовка, до левого берега расстояние около 1 км.
Автомобильная дорога к станции Старый Ключ идёт на юг от города Спасск-Дальний и на запад от автотрассы «Уссури» (южнее Спасска-Дальнего).

## История
До 1972 года станция носила китайское название Сантахеза. Переименована после вооружённого конфликта за остров Даманский.

## Население
| 2002 | 2003 | 2010  | 2021  |
| ---- | ---- | ----- | ----- |
| 41   | ↗49  | ↗2042 | ↘1234 |

## Улицы
| - ул. Адарка, - ул. Мира, | - ул. Новая, - ул. Раздольная. |

## Инфраструктура
Действует одноимённая железнодорожная станция Старый Ключ Владивостокского отделения Дальневосточной железной дороги.